# Acanthodelta lanipes
Acanthodelta lanipes är en fjärilsart som beskrevs av Gustaaf Hulstaert 1924. Acanthodelta lanipes ingår i släktet Acanthodelta och familjen nattflyn. Inga underarter finns listade i Catalogue of Life.